# 安濟知佳
安濟知佳（日语：／ Anzai Chika，1990年12月22日—）是日本的女性聲優，avex Planning & Development所屬。福井縣出身，血型O型。

## 人物
小學5年級時開始知道聲優這個職業，中學生時進入了Avex Artist Academy。當初因為交通費的關係，15歲時獨自一人從福井縣到東京，並過著一個月一次從東京回到福井縣高中讀書的生活。与榎木淳弥是表兄妹关系。
2020年8月1日，在Instagram上公佈結婚的消息。
2023年獲得第17屆聲優獎的主演聲優賞。

## 演出作品
※粗體字為主要角色。

### 電視動畫
2009年
- 動物偵探奇魯米（御子神奈沙）
- 魔力充電娘（女、友人A）

2010年
- 妄想學生會（海邊奈奈子、女子、可愛女孩、少女、廣播社女子、女子生徒、主持人〈廣播社〉）
- 青春CUP（女學生）

2011年
- UN-GO（中橋澄香）
- 花牌情緣（由宇、太一的女友、女子小學生、弓道社社員、女學生）

2012年
- 罪惡王冠（葬儀社女）
- 麵包超人（メーコちゃん、水之子A、小孩）
- 紙箱戰機W（茉莉、角色扮演者）
- 花牌情緣（村尾健太、村尾優太、大輔、係員、學生、觀眾、原田先生的對戰對手、南雲會的女性）
- HUNTER×HUNTER（第2作）（櫃檯小姐、櫃檯小姐B）

2013年
- 花牌情緣2（宮崎詩織、筑波冬政、谷村夏樹、夏脇由有子、女學生、選手、湯川高女子、聰子、富士崎部員、美術館、林田、觀眾）
- 紙箱戰機WARS（細野朔夜）
- 進擊的巨人（米娜·卡羅萊納）
- 革命機Valvrave（赤石綠、女學生）
- 麵包超人（響板、小孩A）
- HUNTER×HUNTER（第2作）（李四特、庫爾特、蚊女）
- GATCHAMAN Crowds（保坂有美、女性、小孩）
- 神奇寶貝 THE ORIGIN（女子）
- 魯邦三世 微風公主 隱藏的空中都市（幼年尤緹卡）

2014年
- 妄想學生會*（海邊奈奈子）
- 愚者信長（籠目）
- HAMATORA ─超能偵探社─（女性）
- 神奇寶貝XY（蕾娜、幼稚園兒童）
- 惡魔的謎語（首藤涼、首藤涼的人偶）
- LoveLive!第二季（廣播社社員）
- 棺姬嘉依卡（嘉依卡·托勒龐特）
- GUNDAM創戰者TRY（矢須巡太、播報聲）
- 棺姬嘉依卡 AVENGING BATTLE（嘉依卡·托勒龐特）

2015年
- 吹響吧！上低音號（高坂麗奈）
- Chaos Dragon 赤龍戰役（祝紀）
- 空戰魔導士培訓生的教官（艾咪）
- 進擊！巨人中學校（米娜·卡羅萊納、女學生）
- 櫻子小姐腳下埋著屍體（少女時代的內谷初江）
- 對魔導學園35試驗小隊（草薙樹夕）
- 新妹魔王的契約者 BURST（菲歐）

2016年
- Schwarzesmarken（亞妮特·霍森菲爾德）
- 灰與幻想的格林姆迦爾（梅莉）
- Qualidea Code（千種明日葉）
- TABOO TATTOO－禁忌咒紋－（一之瀨桃子）
- GUNDAM創鬥者TRY 島上熱戰（船木聰美）
- 吹響吧！上低音號2（高坂麗奈）
- 少女編號（河原睦美）

2017年
- 偶像事變（鳴神五十鈴）
- 銀魂.（神威〈幼少期〉）
- 人渣的本願（安樂岡花火）
- 櫻花任務（綠川真希）
- 時間支配者（小雪）
- Wake Up, Girls! 新章（水田綾）
- 理想禁區（羅織）

2018年
- 皇帝聖印戰記（ラウラ・ハードリー）
- 刻刻（佑河樹里）
- 酒鬼妹子（桐山直）
- 妖精森林的小不點（千）
- 和風喫茶鹿楓堂（矢之倉銀）
- 昴宿七星（艾莉西亞）
- GRAND BLUE 碧藍之海（古手川千紗）
- BORUTO-火影新世代-NARUTO NEXT GENERATIONS-（蘆名）
- DOUBLE DECKER！道格＆基里爾（凱伊·羅什福爾）

2019年
- 同居人時而在腿上，時而跑到腦袋上。（押守奈奈）
- 魔法水果籃（相田里加）
- 騷亂時節的少女們。（菅原新菜）
- 神田川JET GIRLS（白石真夏）
- 花牌情緣3（由宇）
- 碧藍航線（測試者）

2020年
- 地縛少年花子君（七峰櫻）
- 花牌情緣3（筑波冬政）
- 魔法水果籃 2nd season（相田里加）

2021年
- 奇蛋物語 Wonder Egg Priority（西城久留實）
- 約定的夢幻島 第2期（芭芭拉）
- 神奇柑仔店（百合子）
- SSSS.DYNAZENON（飛鳥川千瀨）
- 美少年偵探團（川池湖瀧）
- 三角窗外是黑夜（非浦英莉可）
- 大正處女御伽話（渥美綾）

2022年
- ORIENT 東方少年（服部燕）
- 屁屁偵探（格雷涅）
- Lycoris Recoil 莉可麗絲（錦木千束）

2023年
- 機戰少女Alice Expansion（吾妻楓）
- 妙廟美少女（喵仔）
- 藍色管弦樂（町井美月）
- 地下忍者（川戶）
- 偶像大師 百萬人演唱會！（青羽美咲）
- 放學後少年花子君（七峰櫻）

2024年
- 終末的火車前往何方？（千倉靜留）
- 吹響吧！上低音號3（高坂麗奈）
- 夜晚的水母不會游泳（早川美音）
- 恰如細語般的戀歌（天澤始）
- 殺手寓言（佐羽雛子）
- 異世界自殺突擊隊（卡塔娜）
- 深夜Punch（橘花）
- 小市民系列（堂島知里）
- 敗北女角太多了！（志喜屋夢子）
- 殺手寓言（佐羽雛子）
- 拉麵赤貓（御所川原凛）
- Delico's Nursery（迪奧多·克拉席科）
- Re:從零開始的異世界生活 3rd season（敘呂厄斯·羅曼尼康帝）
- 結緣甘神神社（鶴山白日）
- 魔法光源股份有限公司（土刃芽衣）

2025年
- 地縛少年花子君2（七峰櫻）
- 青之壬生浪（京八凪）
- 紫雲寺家的兄弟姊妹（紫雲寺萬里）
- MIRU 我的未來（AME）
- 歡迎光臨流放者食堂！（凱緹）
- GRAND BLUE 碧藍之海 Season 2（古手川千紗）
- 安妮·雪利（菲莉芭·高登）
- GNOSIA（優里）
- 彈珠汽水瓶裡的千歲同學（西野明日風）

### 劇場動畫
- 神奇樹屋（2012年，女子）
- それいけ!アンパンマン みんなでてあそび アンパンマンといたずらオバケ（2013年，ずろろん）
- 皮卡丘，這是什麼鑰匙？（2014年，比克提尼、冰雪龍）
- 樂園追放 -Expelled from Paradise-（2014年，アーハン）
- Wake Up, Girls! Beyond the Bottom（2015年，水田綾）
- 劇場版 吹響吧！上低音號——歡迎來到北宇治高校吹奏樂部（2016年，高坂麗奈）
- 劇場版 吹響吧！上低音號——想傳達的旋律（2017年，高坂麗奈）
- 莉茲與青鳥（2018年，高坂麗奈）
- 劇場版 吹響吧！上低音號～誓言的終章～（2019年，高坂麗奈）
- 劇場版 妄想學生會2（2021年，海邊奈奈子）
- GRIDMAN UNIVERSE（2023年，飛鳥川千瀨）[45]
- 特別篇 吹響吧！上低音號～合奏團競賽篇～（2023年，高坂麗奈[46]）

### OVA
2010年代
- 棺姬嘉依卡 AVENGING BATTLE（2015年，嘉依卡·托勒龐特）
- 灰與幻想的格林姆迦爾（2016年，梅莉）
- Eschachron（2017年，艾絲卡）
- 牽牛花與加瀨同學（2018年）
- 時光沙漏fragtime（2019年，小林由香利）

2020年代
- 神田川JET GIRLS 即將開始的東京Girls promotio（2020年，白石真夏）
- 妙廟美少女（2023年，喵之助）－上、下卷

### 網路動畫
2014年
- 要聽神明的話（秋元市佳）

2021年
- 天空侵犯（艾因）

2023年
- 伊藤潤二狂熱：日本恐怖故事（倉本文）
- 爆丸Legends（キノ）
- 鋼彈創鬥元宇宙（利央〈北條利央〉[47]）

2025年
- Lycoris Recoil 莉可麗絲：友誼是時間的竊賊（錦木千束[48]）

### 遊戲
2013年
- 紙箱戰機WARS（細野朔夜、渚莉莉卡）

2015年
- 東京後宮（豪德寺京子）
- 問答RPG 魔法使與黑貓維茲（艾莉絲·瑪基爾·夏璐姆）

2016年
- 妃十三學園 Alternative Girls（天堂真知）
- 偶像事變（鳴神五十鈴）

2017年
- 偶像大師 百萬人演唱會！劇場時光（青羽美咲）

2018年
- 機戰少女Alice（吾妻楓、文島明日翔）

2019年
- 47 HEROINES（加里谷久美子）
- BLACK STELLA（神藏そよぎ）
- 少女前線（PM-06、SAR-21）
- 异界锁链（阿基拉·霍华德（女））

2021年
- 碧藍航線（纳希莫夫海军上将、飞鸟川千濑 ）

2022年
- 明日方舟（鴻雪）

2023年
- 怪物彈珠（鍾馗）
- 戰雙帕彌什（亞里莎）
- 幻塔 (艾莉絲)
- 深空之眼(伊邪那美)
- 棕色塵埃2（泰瑞絲）

2024年
- 女神異聞錄：夜幕魅影 (YUI)
- 鳴潮（鑒心）

2025年
- 神魔之塔（無限之環．莫比烏斯）

### 廣播劇CD
- 〜autunno notturno〜（太多睦美[55]）

### 舞台
- 愚者信長（2013年，籠目）
- Eschachron（2016年，朗读剧）

### 音樂CD
| 發售日   | 專輯名稱   | 演唱名義 | 歌曲名稱           | 商業搭配                                     |
| 2014年   | 2014年     | 2014年 | 2014年             | 2014年                                       |
| -------- | ---------- | --- | ------------------ | -------------------------------------------- |
| 4月23日  | 快樂原理   | coffin princes（安濟知佳、藏合紗惠子、牧野由依）                                                                                              | 「快樂原理」       | 電視動畫《棺姬嘉依卡》片尾曲                 |
| 5月14日  | 黑組曲・序 | 10年黑組（諏訪彩花、金元壽子、南條愛乃、淺倉杏美、內村史子、內田愛美、三澤紗千香、大坪由佳、荒川美穗、佳村遙、安濟知佳、沼倉愛美、山田悠希）  | 「QUEEN」          | 電視動畫《惡魔的謎語》片尾曲                 |
| 6月11日  | 黑組曲・破 | 安濟知佳as首藤涼 | 「」               | 電視動畫《惡魔的謎語》片尾曲                 |
| 6月11日  | 黑組曲・破 | 10年黑組（諏訪彩花、金元壽子、南條愛乃、淺倉杏美、內村史子、內田愛美、三澤紗千香、大坪由佳、荒川美穗、佳村遙、 安濟知佳、沼倉愛美、山田悠希） | 「THE LAST PARTY」 | 電視動畫《惡魔的謎語》片尾曲                 |
| 7月9日   | 黑組曲・急 | 10年黑組（諏訪彩花、金元壽子、南條愛乃、淺倉杏美、內村史子、內田愛美、三澤紗千香、大坪由佳、荒川美穗、佳村遙、 安濟知佳、沼倉愛美、山田悠希） | 「」               | 電視動畫《惡魔的謎語》插入曲                 |
| 10月29日 |            | coffin princess（安濟知佳、藏合紗惠子、野水伊織）                                                                                             | 「」               | 電視動畫《棺姬嘉依卡 AVENGING BATTLE》片尾曲 |
| 2015年   |            | |                    |                                              |
| 5月13日  |            | 北宇治四重奏（黃前久美子（黑澤朋世）、加藤葉月（朝井彩加）、川島綠輝（豐田萌繪）、高坂麗奈（安濟知佳））                                      | 「」               | 電視動畫《吹響吧！上低音號》片尾曲           |

## 來源
1. ↑  .   [2012-06-27]. （原始内容存档于2015-09-24）.
2. 1 2  . 声グラWEB. 2009-12-20  [2012-02-26]. （原始内容存档于2013-12-11）.
3. ↑  . niconico動畫. 2018-08-21  [2018-08-22]. （原始内容存档于2020-08-13） （中文（臺灣））.
4. ↑  animate Times. . 2020-08-01  [2020-08-01]. （原始内容存档于2021-01-30） （日语）.
5. ↑  ccsx. . CCSX Makes ACG NEWS 支店.   [2023-03-24]. （原始内容存档于2023-03-29） （中文（臺灣））.
6. ↑  . StarChild：動物偵探奇魯米.   [2014-03-03]. （原始内容存档于2016-03-04）.
7. 1 2  . 音響監督の音勘｜有限会社テクノサウンド.   [2013-05-27]. （原始内容存档于2013-03-12）.
8. ↑  . 安濟知佳官方部落格「ちかごろのあんざい.   [2014-01-26]. （原始内容存档于2016-03-05）.
9. ↑  .   [2013-12-09]. （原始内容存档于2013-12-24）.
10. ↑  . animate Times. 2017-01-16  [2017-01-15]. （原始内容存档于2017-01-16） （日语）.
11. ↑  . アニメイトタイムズ. 2016-12-07  [2016-12-07]. （原始内容存档于2020-11-10） （日语）.
12. ↑  . 電視動畫「昴宿七星」官網.   [2018-06-08]. （原始内容存档于2018-06-03）.
13. ↑  . 電視動畫「GRAND BLUE碧藍之海」官網.   [2018-04-27]. （原始内容存档于2020-08-09）.
14. ↑  . 原創動畫「DOUBLE DECKER！道格＆基里爾」官網.   [2018-07-05]. （原始内容存档于2018-10-01）.
15. ↑  . 電視動畫「同居人時而在腿上、時而跑到腦袋上」官方網站.   [2018-10-02]. （原始内容存档于2018-09-22）.
16. ↑  . 電視動畫「騷亂時節的少女們。」官方網站.   [2019-03-01]. （原始内容存档于2019-03-02）.
17. ↑  . 電視動畫「神田川JET GIRLS」官方網站.   [2019-08-01]. （原始内容存档于2019-08-01）.
18. ↑  . Comic Natalie. 2021-12-31  [2021-12-31]. （原始内容存档于2022-01-01） （日语）.
19. ↑  . Comic Natalie. 2023-05-17  [2023-05-17]. （原始内容存档于2023-06-29） （日语）.
20. ↑  . NHK. 2023-06-02  [2023-06-02]. （原始内容存档于2023-06-03） （日语）.
21. ↑  . Comic Natalie. 2023-07-13  [2023-07-13]. （原始内容存档于2023-07-13） （日语）.
22. ↑  . MANTANWEB. 2023-02-28  [2023-02-28]. （原始内容存档于2023-03-07） （日语）.
23. ↑  . Comic Natalie. 2023-08-24  [2023-08-24]. （原始内容存档于2023-08-24） （日语）.
24. ↑  . Comic Natalie. 2023-07-11  [2023-07-11]. （原始内容存档于2023-07-12） （日语）.
25. ↑  . Comic Natalie. 2023-11-23  [2023-11-23]. （原始内容存档于2023-11-28） （日语）.
26. ↑  . Comic Natalie. 2024-04-07  [2024-04-07]. （原始内容存档于2024-04-07） （日语）.
27. ↑  . Comic Natalie. 2024-02-02  [2024-02-02] （日语）.
28. ↑  . Comic Natalie. 2024-06-24  [2024-06-24]. （原始内容存档于2024-06-25） （日语）.
29. ↑  . Comic Natalie. 2024-02-09  [2024-02-09]. （原始内容存档于2024-02-27） （日语）.
30. ↑  . Comic Natalie. 2024-06-02  [2024-06-02]. （原始内容存档于2024-06-03） （日语）.
31. ↑  . 電視動畫《敗北女角太多了！》官方網站. 2024-07-28  [2024-07-28]. （原始内容存档于2024-08-05） （日语）.
32. ↑  . Comic Natalie. 2024-03-23  [2024-03-23]. （原始内容存档于2024-05-17） （日语）.
33. ↑  . MANTANWEB. 2024-06-06  [2024-06-06]. （原始内容存档于2024-06-07） （日语）.
34. ↑  . Comic Natalie. 2024-06-14  [2024-06-14]. （原始内容存档于2024-06-14） （日语）.
35. ↑  . Comic Natalie. 2024-09-11  [2024-09-11]. （原始内容存档于2024-09-15） （日语）.
36. ↑  . Comic Natalie. 2024-11-09  [2024-11-09]. （原始内容存档于2024-11-10） （日语）.
37. ↑  . Comic Natalie. 2025-01-04  [2025-01-04]. （原始内容存档于2025-01-04） （日语）.
38. ↑  . Comic Natalie. 2024-08-07  [2024-08-07]. （原始内容存档于2024-08-08） （日语）.
39. ↑  . Comic Natalie. 2025-02-25  [2025-02-25]. （原始内容存档于2025-02-25） （日语）.
40. ↑  . Comic Natalie. 2025-05-28  [2025-05-28] （日语）.
41. ↑  . Comic Natalie. 2024-09-29  [2024-09-29]. （原始内容存档于2024-09-29） （日语）.
42. ↑  . Comic Natalie. 2025-07-09  [2025-07-09] （日语）.
43. ↑  . Comic Natalie. 2025-03-16  [2025-03-16]. （原始内容存档于2025-03-18） （日语）.
44. ↑  . Comic Natalie. 2025-02-16  [2025-02-16]. （原始内容存档于2025-02-18） （日语）.
45. ↑  . 円谷プロ. 2022-08-26  [2022-08-26]. 原始内容存档于2022-08-26 （日语）.
46. ↑  . Comic Natalie. 2022-12-27  [2022-12-27]. （原始内容存档于2023-01-03） （日语）.
47. ↑  . 鋼彈創鬥元宇宙.   [2023-09-15]. （原始内容存档于2023-10-20） （日语）.
48. ↑  . YouTube. 2025-03-22  [2025-03-22] （日语）.
49. ↑  . TSUTAYAオンラインゲーム. T-MEDIAホールディングス.   [2015-09-26]. （原始内容存档于2015-09-27）.
50. ↑  . THE IDOLM@STER OFFICIAL WEB. 2017-04-03  [2017-04-30]. （原始内容存档于2017-05-03）.
51. ↑  . 遊戲「47 HEROINES」官方網站.   [2018-11-15]. （原始内容存档于2019-05-06）.
52. ↑  . 遊戲「BLACK STELLA」官方網站.   [2019-04-15]. （原始内容存档于2020-09-25）.
53. ↑  . 碧藍航線海事局.   [2022-12-12]. （原始内容存档于2023-01-24）.
54. ↑  moon_song的2023年2月4日的推文、. Retrieved 2024-02-03.
55. ↑  . おやすみなさいは一度だけシリーズ.   [2013-08-15]. （原始内容存档于2016-04-23）.

## 外部連結
- Yahoo!人物名鑑的公式介紹 （页面存档备份，存于）（日語）
- 事務所個人介紹頁 （页面存档备份，存于）（日語）
- 個人博客 （页面存档备份，存于）（2013年10月－）（日語）
- Twitter （页面存档备份，存于）（日語）